# أسعد بن يزيد
أسعد بن يزيد بن الفاكه بن زيد الخزرجي الأنصاري صحابي جليل من قبيلة الخزرج من الأنصار شهد مع النبي محمد ﷺ غزوة بدر وغزوة أحد.